# Рохилла (династия)
Династия Рохилла — индо-афганская династия арабского происхождения, правившая большей частью северо-запада Индии в форме Рохилкханда, а затем, до 1947 года, княжеского государства Рампур. На пике своего могущества династия совместно управляла княжествами Рохилкханд и Кумаон , управляла королевством Гархвал и имперским вице-королевством Пенджаб на территории, сравнимой по размеру с Германией, Данией и Австрией. Глава династии, наваб Рохилкханда, подчинял себе нескольких правителей, и его иногда называют Индо-афганским императором, в то время как его владения называются Индо-Афганской империей. Хотя номинально Рохилла находилась под властью императоров Великих Моголов, границы которых доходили до границ Дели и Агры, династия имела почти полный контроль над делами династии Великих Моголов .

## История
Династия получила известность с первым навабом Рохилкханда, Навабом Али Мохаммадом Ханом. Это ветвь одной из влиятельных династий Барха, наиболее известной как фактические правители Южной Азии в начале XVIII века и агнаты императоров Индии XV века.
Династия Рохилла происходит по мужской линии от четвертого халифа Али через его младшего сына Хусейна, который женился на Шахр-Бану, дочери персидского шахиншаха Сасанидов Йездегарда III. Из-за статуса Али как аднанита, династия может вести свою родословную от библейского пророка Авраама через его старшего сына Измаила.
В детстве Али Мухаммад хан был усыновлен вождем племени Бареч, Сардаром Даудом ханом Рохиллой. Термин Рохилла относится к поселенцам-пуштунам Индии и был принят семьей в результате их избрания вождями Рохилла.
Он был членом династии Барха по происхождению.
Династия Барха прибыла из Аравии, где постоянные восстания против различных халифов привели к жестоким преследованиям. Основатель династии Барха Абул Фарах аль-Васти и его четверо сыновей поступили на военную службу к султану Мухаммеду Гури и получили в награду двенадцать вотчин в Пенджабе, входившем тогда в состав империи Гуридов. Таким образом, династия быстро утвердилась как дворяне меча в Древней Индии, статус, который они имели при нескольких разных империях. Они занимали особенно высокий статус при Делийском султанате. Вождь племени Барха, который также был диваном из империи получил вотчину Сахаранпур из-за его отношений с правящей семьей. Они также занимали видное положение при правлении Суридов. В конце концов, они перешли на сторону императора Акбара Империи Великих Моголов в последние дни правления Сикандера Сура в ходе осады Манкота.
Династия Барха с ветвью Рохилла сохраняет уникальный статус единственной династии, участвовавшей во всех трех битвах при Панипате, эпохальных сражениях, которые сформировали историю Индии. Они сражались под началом Лоди в Первой битве. Во Второй битве они одержали победу под командованием Байрам-хана, и, наконец, в Третьей битве сыновья Наваба Али Мухаммад-хана Рохиллы сражались вместе с Ахмедом шахом Абдали против маратхов.
Ко времени правления императора Аурангзеба династия Барха прочно считалась «старой знатью» и владела главными королевствами Аджмер и Дахин, которые обычно оставались за членами императорской семьи.

## Формирование
Али Мохаммед Хан привлек многих афганских авантюристов благодаря своей высокой репутации и стал самым влиятельным человеком в Катехире. Сознавая свою собственную власть и слабость Империи Великих Моголов, он пренебрег императорскими мандатами и нерегулярно платил налоги центральному правительству. Используя доходы от своих земель, чтобы набрать войска, закупить артиллерию и военные припасы, а также снискать расположение у политических деятелей, представляющих интерес. Он использовал ту же тактику, чтобы завоевать расположение низших слоев общества. Своим вторжением в Надир-шах в 1739 году он укрепил свои позиции, и многие афганцы присоединились к нему. К 1740 году он был официально признан императором Мухаммад-шахом в качестве губернатора. В течение последующих пяти лет его власть была неоспорима.
В 1745 году между Али Мухаммедом и Сафдаром Джангом, субадаром Ауда, возникла ссора. Слуги Али захватили имущество слуг, принадлежавших Сафдару. Сафдар уже тогда завидовал растущей власти Али. Он отправился к императору Мухаммаду Шаху и через него приказал вернуть конфискованное имущество, а также арестовать рохилла, ответственных за конфискацию. После отказа Али Сафдар возглавил имперскую экспедицию вместе с императором. Люди Али дезертировали, он был схвачен и доставлен в Дели.
Император относился к нему с уважением, во многом благодаря его влиянию среди своих многочисленных сторонников. Али был умилостивлен назначением губернатором Сирхинда (область между Джуммуной и Сатледж).
В 1748 году вторжение Ахмеда шаха Абдали дало Али возможность вернуться в Катехир и восстановить свое правление. По возвращении к нему присоединилось большинство его людей, и он стал практически независимым в управлении Рохилкхандом. Для обеспечения лояльности почти все властные посты были переданы афганцам, а некоторые, в том числе Наджиб ад-Даула, получили земельные наделы.

## Второе поколение
На смертном одре Али Мохаммад назначил своего приемного дядю Рахмат-хана «хафизом» (защитником) Рохилкханда, а Данди-хана главнокомандующим армией. Он уже планировал раздел своего королевства между своими сыновьями и получил торжественные клятвы Рахмат-хана и Дунди-хана в том, что они будут выполнять его волю и защищать интересы его детей. Из вождей Рохилла был создан совет, отчасти для того, чтобы контролировать Рахмат-хана и Данди-хана и обеспечить правительство, которое защитило бы Рохилкханд от вторжения. Все они давали торжественные обещания выполнить свой долг, но все они отступили и стремились установить свою собственную автономию. Это привело к созданию конфедеративной структуры правления с навабом Рохилкханда во главе и вождями Рохилла, отвечающими за отдельные княжества Рохилла, особенно в отношении военных действий.
Государство Али Мохаммеда Хана Али было разделено таким образом, чтобы вызвать раздор. Наваб Абдулла Хан и Наваб Муртаза Хан получили совместное правление Бадауном. Наваб Ала Яр Хан и Наваб Саадулла Хан получили общее правление над Морадабадом, Наваб Файзулла Хан получил власть над Рампуром, а Наваб Мухаммад Яр Хан получил власть над Барейли. В 1754 году Хафиз Рахмат Хан организовал ссору внутри королевской семьи и использовал ее как предлог для узурпации власти и богатства сирот. Испытывая отвращение, Мухаммад Яр Хан вместе со своим старшим братом Абдуллой ханом и младшим братом Аллахом Яр Ханом уехал в Уджани. Наваб Ала Яр хан умер от чахотки, Наваб Муртаза хан уехал в Секундерабад, где и скончался. Наваб Саадулла хан был назначен навабом Рохилкханда. Позже Наваб Абдулла Хан и Наваб Мухаммад Яр Хан снова получили землю. Наваб Мухаммад Яр Хан получил власть над Аонлой, а его двор в Танде прославился такими поэтами, как Каим и Мустафи.

## Отношения с британцами
Британцы высоко ценили эту династию за «решительную храбрость». Войны Рохиллы были самыми дорогостоящими для британцев против любого индийского королевства. Последовавшая за этим партизанская война вынудила британцев предоставить рохиллам княжеское государство, где бы они ни пожелали, что привело к созданию Рампура . Их храбрость, терпимость и прогрессивное правление снискали им восхищение. Они были призваны англичанами для помощи в англо-французских войнах. Берк описал Рохилла как «самых храбрых, самых благородных и щедрых», а Наваб Рампура стал первым индийским монархом, встретившим Королева Виктория вместе с несколькими другими европейскими монархами.